# Ла Клоутра (Долина Аосте)
Ла Клоутра је насеље у Италији у округу Долина Аосте, региону Долина Аосте.
Према процени из 2011. у насељу је живело 39 становника. Насеље се налази на надморској висини од 643 м.